# 릭 잭맨
릭 잭맨(영어: Richard Jackman, 1978년 6월 28일 ~ )은 캐나다 출신의 프로 아이스하키 선수이다. 전 NHL에서 뛰었으며 2011년 7월 HL 안양의 새로운 외국인 선수로 합류했다.

## 프로 경력

### 주니어
주니어 시절 OHL 주니어리그를 거친 그는 1996년 NHL 신인 드래프트에서 1라운드 전체 5번째 지명을 받았던 특급 유망주였다.

### 프로
2000년, 댈러스의 유니폼을 입고 NHL에 입성한 그는 이후 5시즌 동안 보스턴-토론토-피츠버그-플로리다-애너하임을 돌며 정규시즌 231경기에 출전, 19골 58도움 77포인트를 올렸다.
잭맨은 지난 2007년 애너하임 덕스 시절 스탠리컵 우승을 따낸 주역이었다. 2007년 1월 3일, 애너하임의 브라이언 벌크 단장은 신인 드래프트권을 내주고 플로리다에서 잭맨을 영입했고 결국 이 해에 6월, 잭맨은 자신의 이름을 우승컵에 새겼다. 당시 국내에서도 스포츠 케이블사가 스탠리컵 결승 시리즈를 생방송으로 방영한바 있는데 자연스럽게 국내 하키팬들에게 자신의 존재를 알렸다. 잭맨은 당시 수비 3조에서 동료 켄트 허스킨스와 함께 호흡을 맞추었다. 애너하임은 오타와 세내터즈를 시리즈 4-1로 꺾고 1993년 창단 이후 구단 사상 첫 우승의 기쁨을 누렸다.
우승 직후, 지난 2007년 자신의 해외 첫 공식진출을 한 그는 오스트리아, 스웨덴 1부(Allsvenskan), 스위스 A에서 뛰었고 지난 시즌에는 ECHL의 유타팀에서 특별 초청을 받아 잠시 몸을 푼 후, 슬로바키아 톱 리그팀인 HC 슬로반 브라티슬라바에 오퍼를 받아 유럽으로 다시 날아갔다. 잭맨은 슬로반 팀과 2년 계약을 맺었지만 팀의 재정문제로 고민끝에 2011-2012 계약을 해지하고 한국팀의 안양 한라와 3년 계약을 맺고 아시아리그에 뛰게 됐다. 잭맨은 2012-2013 시즌 이후, 구단으로부터 방출되며 이후 오스트리아의 톱리그에서 활약하게 됐다.

### 국제대회
국제무대에서도 성공한 그는 지난 1997년 20세 주니어 캐나다 대표팀으로 발탁, 금메달을 조국에 안겨주었으며, 지난 2007년에는 유럽에서 매년 벌어지는 스펭글러컵 캐나다 대표팀으로 뽑혀 이 대회에서 역시 금메달을 따낸 바 있다.

### 특징 및 장점
188cm 100kg 의 이상적인 하드웨어를 갖추고 있는 그는 뛰어난 파워플레이 전문으로 공격감각은 물론 게임을 잘 풀어주는 장점이 있으며 힘이 매우 좋고 몸싸움을 잘하며 강력하면서도 깔끔한 바디체크가 일품이다. 특히 지난 2010-2011 시즌 슬로바키아에서 경기 도중 무려 3명이 잭맨의 체킹으로 실신해 실려나간 것으로 확인됐다. 강력하면서도 비교적 정확한 슛이 주무기이며 상대와의 기싸움에서 지지 않는 카리스마 넘치는 면도 있다. 거친 몸싸움으로 상대를 주눅 들게 한 후 경기의 주도권을 잡는데 능한 그는 슬로바키아에서 활약한 수비수 중 가장 기량이 뛰어났던 에이스였다.

## 가족사항
그는 오프시즌 중에는 부인과 두 딸과 함께 캐나다 온타리오주에서 거주한다.

## 주요 경력 및 하이라이트
- 1995-1996 주니어리그 올 루키팀
- 1996-1997 세계선수권대회 캐나다 주니어 대표 20세 이하 금메달
- 2006-2007 NHL 스탠리컵 우승 (애너하임 덕스)
- 2007 스펭글러컵 캐나다 대표팀 금메달

## 같이 보기
- (영어) 릭 잭맨 - EliteProspects.com
- 릭 잭맨 - The Internet Hockey Database
- 한라, 전 NHL 주전수비수 잭맨 영입 보관됨 2011-08-15 - 웨이백 머신 July 26, 2011
- ‘부딪히면 실신’ 인간탱크 “한국선 부드럽게” Sep 20, 2011
- 개인 공식 기록 www.eliteprospects.com